# Miranda de Ebro
Pour les articles homonymes, voir Miranda et Ebro (homonymie).

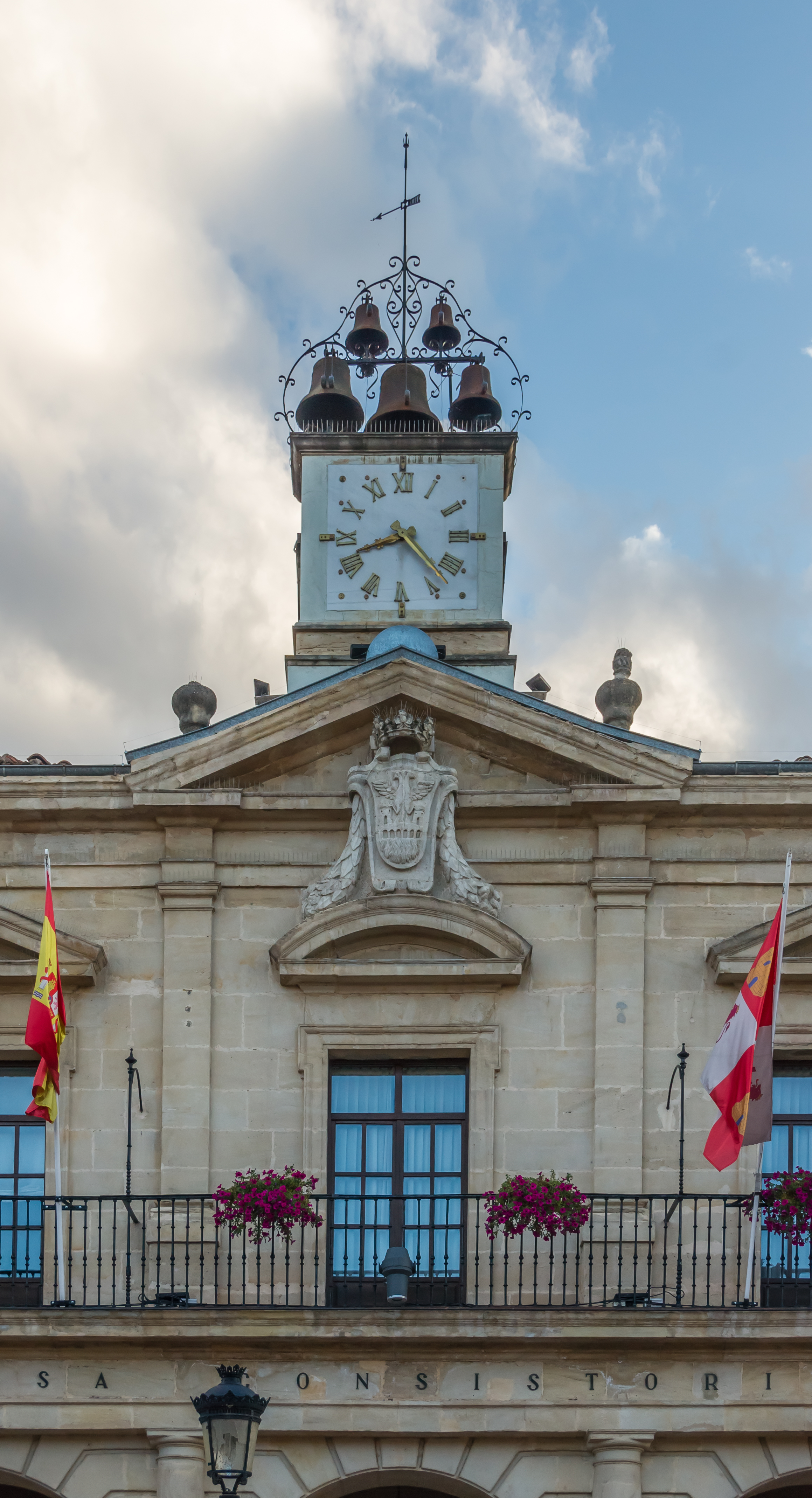
Carillon de l'hôtel de ville de Miranda de Ebro, Espagne.

Miranda de Ebro est une commune espagnole de la communauté autonome de Castille-et-León, située dans la province de Burgos.

## Géographie
Miranda de Ebro est située au nord-est de la province de Burgos, à 80 km de la ville de Burgos. Son territoire municipal s'étend sur 101,33 km2 et est limitrophe de l'Alava à l'est et de La Rioja au sud.

## Histoire
Depuis ses origines, l’histoire de Miranda apparaît déterminée par son exceptionnelle position géographique.
À cheval entre la Rioja, le Pays basque et la Castille, elle a été à travers les siècles, une pièce stratégique et commerciale de premier ordre. Ses importantes voies de communication furent à l’origine du développement de la ville, transformant une économie agricole et d’élevage ovin en une économie industrielle et tertiaire.
Miranda doit son statut de ville à Alphonse VI en 1099.
Au XIIIe siècle, le roi Alphonse X instaura la célèbre foire annuelle de Miranda.
Le XVIe siècle est celui de la splendeur artistique de la ville, avec d’importantes sculptures romanes.
Au milieu du XIIIe siècle, la ville s’émancipe avec l’installation de certains sculpteurs artisans, fabriques de cuir et moulins communaux.
En 1795, la contre-offensive des troupes de la Révolution française les porte jusque sur la ligne de l’Èbre. Les Français ne réussissent pas à traverser cette frontière naturelle et signent le traité de Bâle.
La conjonction des lignes de chemin de fer Madrid-Irun et Tudela-Bilbao, au XIXe siècle, allait être propice à la plus grande transformation de Miranda de Ebro avec l’installation d’usines et la diversification de ses commerces et de ses services.

## Sport
- Football: CD Mirandés
- Volley-ball: CV Miranda

## Le camp de Miranda
Le camp de concentration de Miranda a été ouvert dès juillet 1937 par le gouvernement du général Franco pour y interner les Républicains espagnols et les membres des Brigades internationales capturés à la fin de la guerre civile espagnole.
En 1940, il devient officiellement un « depósito de concentración », c'est-à-dire l'équivalent d'un camp de concentration. Il a fonctionné jusqu'en janvier 1947. En 1960, sa destruction fut demandée par les autorités franquistes.
À l'époque du régime de Vichy en France, les évadés de France occupée qui franchissaient les Pyrénées et étaient faits prisonniers par la garde civile espagnole étaient très souvent conduits au camp de Miranda, après internement dans des prisons régionales ou des balnearios (prisons improvisées dans les stations thermales des Pyrénées).
Les archives du camp attestent de l'internement de 7 500 individus provenant de 57 nationalités différentes. En août 1943, 4 000 hommes (dont 3 000 Français) étaient internés dans ce camp prévu initialement pour 1 500 détenus.
Les conditions de vie y étaient particulièrement pénibles : hygiène déplorable, soins médicaux inexistants ou défaillants, couchage déficient, alimentation lamentable et entretien insuffisant.
La brutalité des gardiens pour qui tout interné était un rojo (un rouge, donc un communiste) marqua les esprits de même que la discipline absurde du camp.
Les anciens internés du camp de Miranda relatent souvent l'anecdote des latrines du camp : 36 WC à la turque pour 4 000 internés... 
Les évasions furent très rares. Le Castillan Carmelo Martinez Regules, détenu pour espionnage, put s'échapper et retourner en France (où il était étudiant) avec un autre interné, en 1941.
Plus de 90 % des évadés de France, de fin 1940 au débarquement de Normandie, ont traversé la frontière espagnole : au total 35 000 évadés sur 100 000 tentatives. Les évadés capturés « mobilisables » – de 20 à 40 ans – sont détenus entre un an et dix-huit mois en prison et/ou au camp de Miranda de Ebro, puis acheminés dans un premier temps vers le Portugal, ensuite sur Casablanca au Maroc. Dès le début juin 1943 ils y sont alors accueillis par l'Union des évadés de France, association spécifiquement créée pour venir en aide aux évadés français démunis de tout à leur arrivée en Afrique du Nord .

## Jumelages
- Vierzon (France)

## Personnalités liées à la commune
- Claudina García Pérez (1889-1968), syndicaliste et femme politique républicaine espagnole, exilée durant la guerre d'Espagne à Paris et à Mexico, est née dans la commune.
- Andrés Lewin-Richter (né en 1937), compositeur espagnol, y est né.